# أ. دي. هوب
أ. دي. هوب (بالإنجليزية: A. D. Hope)‏ (و. 1907 – 2000 م) هو شاعر، ومؤلف، وكاتب، وناقد أدبي أسترالي، ولد في نيوساوث ويلز، توفي في كانبرا، عن عمر يناهز 93 عاماً.

## التعليم
تعلم في جامعة سيدني.

## جوائز
حصل على جوائز منها:
- جائزة المنافسة العامة  [لغات أخرى]‏ (1946)
- قائد الفنون والآداب

## روابط خارجية
- أ. دي. هوب على موقع الموسوعة البريطانية (الإنجليزية)
- أ. دي. هوب على موقع ديسكوغز (الإنجليزية)